# Marcia Cross
Marcia Cross (Marlborough, Massachusetts, 25 de Março de 1962) é uma atriz americana, mais conhecida por seus papéis de Dr.ª Kimberly Shaw na novela Melrose Place (1992-1997) e Bree Van De Kamp na série Desperate Housewives.

## Antes da fama
Marcia nasceu em Marlborough, Massachusetts. Ela é uma das três filhas de Janet, uma professora, e Mark Cross, gerente de departamento pessoal. Ela foi criada com a religião católica. Cursou o Ensino Médio na Marlborough High School, onde ela se formou em 1980. Depois disso, ela recebeu uma meia-bolsa de estudos para Julliard, de onde ela se formou em 1984 com um bacharelado em atuação. Cross voltou a estudar em 1997, fazendo um curso de mestrado em Psicologia na universidade Antioch de Los Angeles, que terminou em 2003.

## Carreira
Cross começou sua carreira na televisão em 1984 na novela The Edge of Night, interpretando o papel recorrente de Liz Correll. Posteriormente, ela se mudou de Nova York para Los Angeles, e logo conseguiu papéis em filmes de televisão como The Last Days of Frank e Jesse James, co-estrelando com Johnny Cash e Kris Kristofferson. Em 1986, ela se juntou ao elenco da novela da ABC One Life to Live, onde interpretou o papel de Kate Sanders, até 1987. Ela seguiu isso com papéis especiais em shows no horário nobre, como Who's the Boss?, Quantum Leap, Knots Landing e Cheers.
Em 1992, Cross ganhou o papel da Dra. Kimberly Shaw na novela Fox Prime Melrose Place. Ela saiu na quinta temporada. Ela também apareceu nos episódios de sitcoms, como Seinfeld, Boy Meets World, Ally McBeal, Spin City e The King of Queens. Seus papéis dramáticos incluem aparições em CSI, Strong Medicine, Profiler e Touched by an Angel. Seus créditos cinematográficos incluem os filmes independentes Bad Influence (1990), Always Say Goodbye (1996), Just Peck (2009) e Bringing Up Bobby (2011). Em 2003, Cross passou uma temporada co-estrelando como Linda Abbott na série Everwood da WB.
Em 2004, Cross ganhou o papel de Bree Van de Kamp em Desperate Housewives. O show foi o grande sucesso da temporada televisiva de 2004-05, e Cross foi indicada a vários prêmios por seu papel, incluindo um Emmy, três Globos de Ouro e cinco Screen Actors Guild Awards (vencendo dois com elenco). Ela também recebeu um Satellite Award por sua atuação na segunda temporada do programa. A série durou oito temporadas até que foi concluída em 2012. Em 2014, depois de dois anos em hiato, Cross co-estrelou como a mãe do personagem principal no malogrado piloto de comédia da Fox, Fatrick. Em 2015, Cross estrelou um episódio de Law & Order: Special Victims Unit, e mais tarde se juntou ao elenco da série de sucesso da ABC, Quantico, desempenhando o papel recorrente da presidente Claire Haas, uma ex-candidata democrata à vice-presidência.

## Vida pessoal
Marcia namorou um bom tempo com o ator Richard Jordan, que era 25 anos mais velho que ela, porém ele morreu com um tumor no cérebro em 1993. Em 2006, ela se casou com Tom Mahoney, o qual ela conheceu inusitadamente. Em uma entrevista para David Letterman, ela conta que estava andando pela rua e se surpreendeu com um homem encomendando flores numa loja. Ela não conversou com ele, mas deu seu número para uma das funcionárias da floricultura. Duas semanas depois, ele ligou para a atriz, e os dois começaram sua relação. Logo após o casamento, Marcia passou por um processo de fertilização in vitro, que foi muito bem-sucedido. Em Fevereiro de 2007, ela deu à luz gêmeas fraternas, Eden e Savannah.
Em 2009, Mahoney foi diagnosticado com câncer, mas agora ele está em remissão.